# Кха (тибетская буква)
Кха ( вайли Kha ), кхаик — вторая буква тибетского алфавита, в букваре ассоциируется со словом «рот». В тексте используется для буквенного обозначения числа «2», «Кхагигукхи» — 32, «Кхажабкьюкху» — 62, «Кхадренбукхэ» — 92, «Кханарокхо» — 122.
Общая доля раздела буквы кха в словаре — около 5 %, из них инициаль кха — 3 %.
В структурном отношении может быть только слогообразующей буквой и образует девять инициалей представленных ниже в алфавитном порядке:
| Инициаль | Дакчха         | Пример | Комментарий |
|          | Кха            |        |             |
|          | Кхаятакхья     |        |             |
|          | Кхарататхра    |        |             |
|          | Маокхакха      |        |             |
|          | Маокхаятакхья  |        |             |
|          | Маокхарататхра |        |             |
|          | Аокхакха       |        |             |
|          | Аокхаятакхья   |        |             |
|          | Аокхарататхра  |        |             |

- Кха —  — рот
- Кха рукописный (умэ)
- Кха пхакпа

Буква «кха» шрифтом ранджана: